# 서라벌초등학교
서라벌초등학교(徐羅伐初等學校)는 대한민국 경상북도 경주시 천군2길 24에 위치한 공립 초등학교이다.

## 연혁
- 2021년 3월 1일	6학급, 유치원 1학급 편성
- 2021년 2월 10일 제73회 졸업(총 졸업생수 2924명)
- 2019년 3월 1일 제33대 박순남 교장 부임
- 1996년 3월 1일 서라벌초등학교로 교명 변경
- 1994년 3월 1일 왕산국민학교 본교에 통폐합
- 1993년 2월 28일 황룡분교장 본교에 통폐합
- 1982년 3월 10일 병설유치원 개원
- 1976년 1월 12일 서라벌국민학교로 교명 변경
- 1975년 10월 15일 덕동댐 건설로 현 위치 신축 이전
- 1943년 4월 26일 덕동공립국민학교 개교
- 1934년 5월 2일 경주공립보통학교 덕동간이학교(인가)